# 桂三四郎
桂 三四郎（かつら さんしろう、1982年2月24日 - ）は、兵庫県出身の落語家（上方噺家）、お笑い芸人。本名 野津 瑛司。育英高校、第一経済大学卒業。吉本興業所属。六代桂文枝13番目の弟子。O型。

## 来歴・人物
高校時代にアマチュアレスリングの選手でインターハイ、国体に出場。現在でも筋肉質の体を持つ。
ピン芸人を目指していたが、師匠の桂三枝（現：六代桂文枝）の落語CDを聞き、2004年4月に入門。それまで、生の落語は一度も見たことがなく、また世の中には落語家は10人くらいしかいないと思い込んでいたという。
落語家・講談師のユニット「セブンエイト」のメンバー。
同ユニット主催のイベント「7時だヨ!8人集合」に出演している。
また高座で着物を脱ぎ上半身裸になりレスリングのユニフォーム姿で演じる「レスリング落語」がある。なお文枝一門の定紋の結三柏を両乳首に貼っている。
東京の落語芸術協会所属の桂右團治は、神戸市立歌敷山中学校の先輩にあたる。
2025年7月、落語芸術協会に客員として入会した。

## 趣味・特技
サーフィンやスノーボードを得意とすることにしている。

## 受賞歴
- 2021年　第6回上方落語若手噺家グランプリ 優勝[2][3]
- 2024年　令和5年度彩の国落語大賞[4]

## 出演

### テレビ番組
- 爆笑レッドカーペット（フジテレビ）キャッチコピーは「闘う落語家参上!」
- しまじろうのわお!（2013年4月 - 、テレビせとうち）「せかいのいろいろ」のコーナー
- BSフジサタデースペシャル『Zabu-1グランプリ2021』（2021年1月30日、BSフジ）
- 御法度落語 おなじはなし寄席！（2022年6月5日、BS朝日）- 「桃太郎」

### ラジオ
- MBSヤングタウン日曜日（MBSラジオ）

### 映画
- らくごえいが（2013年）

### CM
- ほっともっと（2012年9月）師・桂文枝、兄弟弟子・桂三幸、桂三語、桂三度との共演。